# Miloslav Kordule
Miloslav Kordule (* 23. června 1968) je bývalý český fotbalista, obránce.

## Fotbalová kariéra
Začínal v Rosovicích, potom hrál v 1. FK Příbram, za Viktorii Žižkov, FK Jablonec a FC Hradec Králové. V lize odehrál 212 utkání a dal 18 gólů. V Poháru vítězů pohárů nastoupil ve 4 utkáních a dal 1 gól. Vítěz Českého poháru 1994. Důrazný předstoper, výborný hlavičkář.